# Canal dels Monegres
El Canal dels Monegres és un canal hidràulic ideat al Pla de Regs de l'Alt Aragó el 1902. L'obra va començar el 1915, té 133 km de longitud i aboca, de mitjana anual, uns 400 hm³.
El canal transcorre per alguns municipis de la comarca dels Monegres i es divideix en dues zones, Monegres I i Monegres II. El punt d'origen de Monegres I és l'embassament de la Sotonera a Alcalá de Gurrea. El seu final i el començament de Monegres II és a Tardienta.